# Тайрон Лю
Тайрон Джамар Лю (англ. Tyronn Jamar Lue; народився 3 травня 1977) — колишній американський професійний баскетболіст. Грав на позиції розігруючого захисника. З 2020 року очолює тренерський штаб команди НБА «Лос-Анджелес Кліпперс». Раніше він також був головним тренером «Клівленд Кавальєрс».

## Життєпис
Колишній розігруючий, Лю грав у студентський баскетбол за «Небраска Корнхаскерс», перш ніж був обраний «Денвер Наггетс» у першому раунді драфту НБА 1998 року під 23-м загальним вибором. Невдовзі після цього його обміняли в «Лос-Анджелес Лейкерс». У складі «Лейкерс» Лю виграв два чемпіонські титули НБА протягом перших трьох сезонів (1999/2000, 2000/01).
Після завершення кар'єри гравця в 2009 році Лю став директором з розвитку баскетболу Бостон Селтікс. У 2014 році він був найнятий «Кавальєрс» на посаду асоційованого головного тренера. У сезоні 2015–2016 років Лю був підвищений до головного тренера, замінивши звільненого Девіда Блатта. Того ж сезону Лю тренував «Кавальерс» до їхнього першого чемпіонату НБА, і став одним із небагатьох тренерів-початківців в НБА, хто коли-небудь привів свою команду до титулу. Лю тренував «Кавальєрс» до фіналу НБА у сезонах 2016–17 та 2017–18; в обох сезонах «Кавальєрс» зазнали поразки від «Голден Стейт Ворріорз» у фіналі НБА. Лю був звільнений «Клівлендом» у жовтні 2018 року.

## Статистика виступів

### Регулярний сезон
| Сезон             | Команда                | GP  | GS  | MPG  | FG%  | 3P%  | FT%  | RPG | APG | SPG | BPG | PPG  |
| ----------------- | ---------------------- | --- | --- | ---- | ---- | ---- | ---- | --- | --- | --- | --- | ---- |
| 1998–99           | «Лос-Анджелес Лейкерс» | 15  | 0   | 12.5 | .431 | .438 | .571 | .4  | 1.7 | .3  | .0  | 5.0  |
| 1999–2000†        | «Лос-Анджелес Лейкерс» | 8   | 0   | 18.3 | .487 | .500 | .750 | 1.5 | 2.1 | .4  | .0  | 6.0  |
| 2000–01†          | «Лос-Анджелес Лейкерс» | 38  | 1   | 12.3 | .427 | .324 | .792 | .8  | 1.2 | .5  | .0  | 3.4  |
| 2001–02           | «Вашингтон Візардс»    | 71  | 0   | 20.5 | .427 | .447 | .762 | 1.7 | 3.5 | .7  | .0  | 7.8  |
| 2002–03           | «Вашингтон Візардс»    | 75  | 24  | 26.5 | .433 | .341 | .875 | 2.0 | 3.5 | .6  | .0  | 8.6  |
| 2003–04           | «Орландо Меджик»       | 76  | 69  | 30.7 | .433 | .383 | .771 | 2.5 | 4.2 | .8  | .1  | 10.5 |
| 2004–05           | «Х'юстон Рокетс»       | 21  | 3   | 22.8 | .393 | .333 | .778 | 1.9 | 2.8 | .4  | .0  | 6.0  |
| 2004–05           | «Атланта Гокс»         | 49  | 46  | 31.2 | .464 | .364 | .871 | 2.2 | 5.4 | .5  | .0  | 13.5 |
| 2005–06           | «Атланта Гокс»         | 51  | 10  | 24.2 | .459 | .457 | .855 | 1.6 | 3.1 | .5  | .1  | 11.0 |
| 2006–07           | «Атланта Гокс»         | 56  | 17  | 26.6 | .416 | .348 | .883 | 1.9 | 3.6 | .4  | .0  | 11.4 |
| 2007–08           | «Атланта Гокс»         | 33  | 3   | 17.1 | .439 | .435 | .857 | 1.2 | 1.8 | .3  | .0  | 6.8  |
| 2007–08           | «Даллас Маверікс»      | 17  | 0   | 10.1 | .474 | .529 | .250 | .8  | .9  | .0  | .1  | 3.8  |
| 2008–09           | «Мілвокі Бакс»         | 30  | 0   | 13.1 | .454 | .467 | .750 | 1.2 | 1.5 | .2  | .0  | 4.7  |
| 2008–09           | «Орландо Меджик»       | 14  | 0   | 9.2  | .395 | .353 | .667 | .8  | 1.0 | .1  | .0  | 3.0  |
| Усього за кар'єру | Усього за кар'єру      | 554 | 173 | 22.7 | .437 | .391 | .829 | 1.7 | 3.1 | .5  | .0  | 8.5  |

### Плей-оф
| Сезон             | Команда                | GP | GS | MPG  | FG%   | 3P%   | FT%  | RPG | APG | SPG | BPG | PPG |
| ----------------- | ---------------------- | -- | -- | ---- | ----- | ----- | ---- | --- | --- | --- | --- | --- |
| 1999              | «Лос-Анджелес Лейкерс» | 3  | 0  | 11.0 | .412  | .000  | .000 | .7  | 2.0 | .7  | .0  | 4.7 |
| 2001†             | «Лос-Анджелес Лейкерс» | 15 | 0  | 8.7  | .345  | .385  | .800 | .7  | .7  | .8  | .1  | 1.9 |
| 2008              | «Даллас Маверікс»      | 2  | 0  | 1.0  | .000  | .000  | .000 | .5  | .5  | .0  | .0  | .0  |
| 2009              | «Орландо Меджик»       | 1  | 0  | 4.0  | 1.000 | 1.000 | .000 | .0  | .0  | .0  | .0  | 5.0 |
| Усього за кар'єру | Усього за кар'єру      | 21 | 0  | 8.1  | .388  | .375  | .800 | .6  | .8  | .7  | .0  | 2.3 |

## Титули і досягнення

### Як гравець
- Чемпіон НБА у складі «Лос-Анджелес Лейкерс» (2): 2000, 2001.

### Як тренер
- Головний тренер команди Східної конференції у матчі усіх зірок НБА[5]
- Чемпіон НБА (головний тренер «Клівленд Кавальєрс»): 2016